# Dongpo Rou

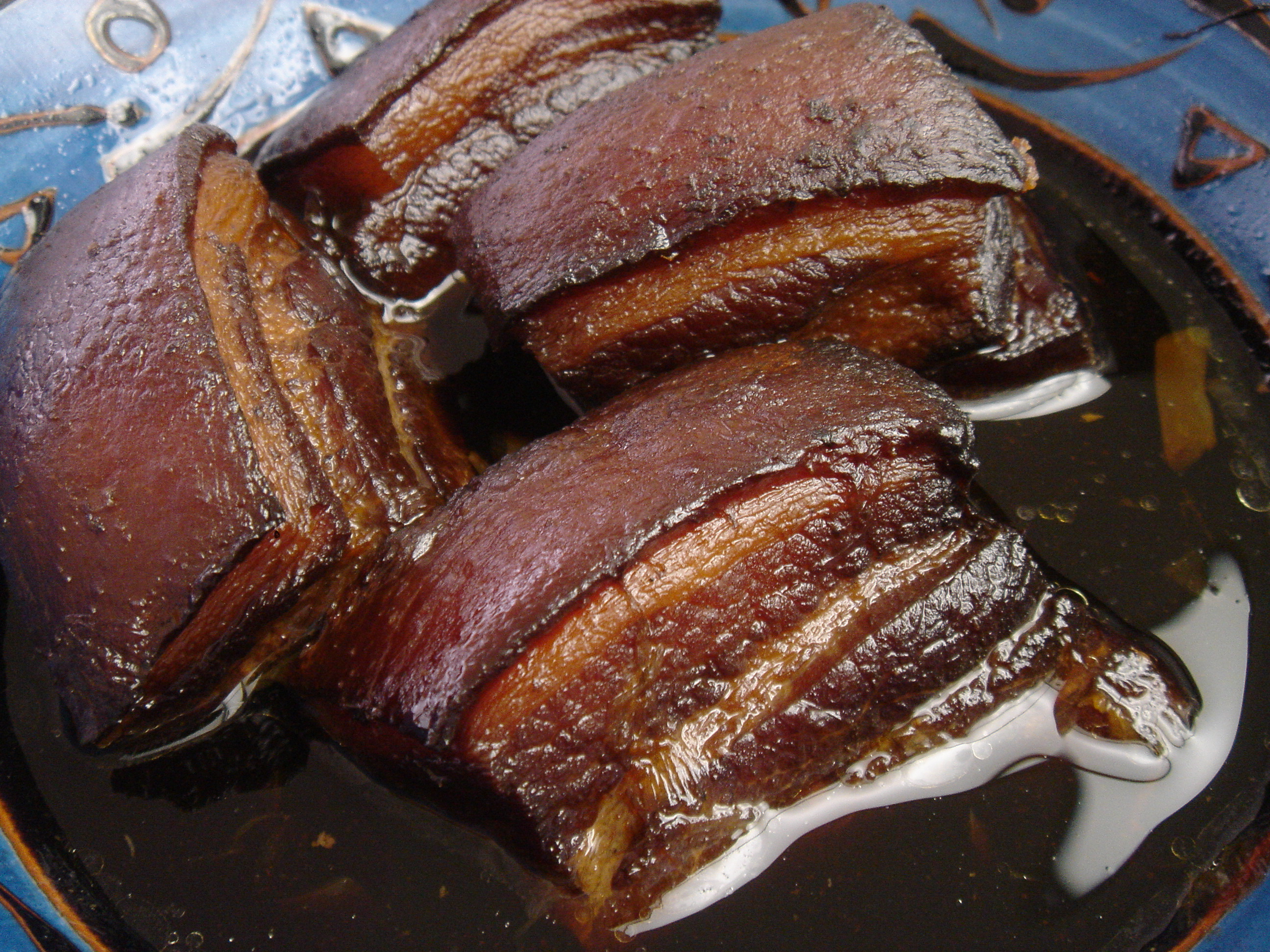
Dongpo Rou

Dongpo Rou (Kurzzeichen: 东坡肉, Langzeichen: 東坡肉, Pinyin: dōngpōròu; deutsch: Fleisch nach Dongpo-Art) ist ein Gericht der chinesischen Küche aus Hangzhou, bei dem Schweinebauch rotgekocht und anschließend gedämpft wird. Das Schweinefleisch erhält dadurch ein wohlriechendes Weinaroma. Es wird typischerweise in dicke, etwa 5 cm große Quadrate geschnitten, wobei Fett und mageres Fleisch gleichmäßig verteilt sind und die Schwarte erhalten bleibt. Die Textur ist zart und saftig, ohne übermäßig fettig zu sein. Das Gericht wurde nach dem bedeutenden Dichter und Staatsbeamten Su Shi (Beiname: Dongpo) aus der Song-Dynastie benannt.

## Geschichte
Nachdem er öffentlich Kritik an der Reformpolitik des Kaiserhofs geübt hatte, wurde Su Shi im Jahr 1080 nach Huangzhou verbannt. Dort erfand er ein preisgünstiges Schweinefleischgericht, bei dem fetter Schweinebauch stundenlang bei niedriger Hitze in einer Mischung aus Reiswein (Huangjiu), Kandiszucker und Sojasauce geköchelt wird. Su verfasste ein Gedicht mit dem Titel „Eine Ode an das Schweinefleisch“, in dem er beschrieb, dass das Fleisch vor Ort sehr günstig war und er durch die langsame Kochmethode sowohl eine Delikatesse als auch ein Nahrungsmittel für das Überleben der Familie geschaffen hatte. Das Rezept wurde später in Hangzhou, wo Su nach seiner Rehabilitierung als Beamter diente, übernommen und weiterentwickelt.
Während der Ming-Dynastie kam Dongpo Rou durch den Seehandel nach Ryūkyū und Japan, wo das Gericht als Kakuni (japanisch: ラフテー) bezeichnet wird.